# Суха Журівка (річка)
Суха́ Журі́вка — річка в Україні, в межах Подільського та Березівського районів Одеської області. Ліва притока Великого Куяльника (басейн Чорного моря). 

## Опис
Довжина 11 км. Річище звивисте, влітку пересихає. Долина порівняно вузька і глибока, місцями порізана балками і ярами; її праві схили вищі та крутіші від лівих. Споруджено кілька ставків.

## Розташування
Суха Журівка бере початок біля села Новоолександрівки. Тече переважно на південний схід, у пригирловій частині — на південь. Впадає до Великого Куяльника біля південно-східної околиці села Мар'янівки. 